# Gira de los Leones Británico-Irlandeses 2021
La Gira de los Leones Británico-Irlandeses 2021 fue el 34° tour internacional de rugby de los europeos, que tuvo lugar en Sudáfrica desde el 3 de julio al 7 de agosto de 2021.
Fue la primera gira de los Leones en los años 2020 y la séptima de la era profesional. A su vez se trató de la visita número catorce a los Springboks, la tercera en la profesionalidad.
Los sudafricanos ganaron la serie por dos partidos a uno, igual que hace 12 años. Los Leones ganaron el primer partido 22-17, pero Sudáfrica ganó con un contundente 27-9 en el segundo, lo mismo harían en el último partido ganando 19-16 con un agónico penal de Morné Steyn a falta de 2 minutos.

## Plantel
El neozelandés Warren Gatland fue nombrado entrenador por tercera vez consecutiva e igualará así el récord de Ian McGeechan.
La lista de 37 convocados se anunció el 6 de mayo.
La alineación es presagiada, hasta tanto la formación se anuncie.
|                            | Jugador             | Edad    | Posición      | Tests | Equipo             |
| -------------------------- | ------------------- | ------- | ------------- | ----- | ------------------ |
| Hookers y Pilares          |                     |         |               |       |                    |
|                            | Luke Cowan-Dickie   | 32 años | Hooker        | 0     | Exeter Chiefs      |
|                            | Zander Fagerson     | 29 años | Pilar         | 0     | Glasgow Warriors   |
| 3                          | Tadhg Furlong       | 32 años | Pilar         | 3     | Leinster Rugby     |
| 2                          | Jamie George        | 34 años | Hooker        | 3     | Saracens           |
|                            | Wyn Jones           | 33 años | Pilar         | 0     | Scarlets           |
|                            | Ken Owens           | 38 años | Hooker        | 2     | Scarlets           |
|                            | Andrew Porter       | 29 años | Pilar         | 0     | Leinster Rugby     |
|                            | Rory Sutherland     | 32 años | Pilar         | 0     | Edinburgh Rugby    |
| 1                          | Mako Vunipola       | 34 años | Pilar         | 6     | Saracens           |
| Segundas líneas            |                     |         |               |       |                    |
|                            | Tadhg Beirne        | 33 años | Segunda línea | 0     | Munster Rugby      |
|                            | Jonny Hill          | 31 años | Segunda línea | 0     | Exeter Chiefs      |
| 4                          | Maro Itoje          | 30 años | Segunda línea | 3     | Saracens           |
| 5                          | Alun Wyn Jones      | 39 años | Segunda línea | 9     | Ospreys            |
|                            | Courtney Lawes      | 36 años | Segunda línea | 2     | Northampton Saints |
| Alas y Octavos             |                     |         |               |       |                    |
|                            | Jack Conan          | 33 años | Octavo        | 0     | Leinster Rugby     |
|                            | Tom Curry           | 27 años | Ala           | 0     | Sale Sharks        |
| 8                          | Taulupe Faletau     | 34 años | Octavo        | 3     | Bath Rugby         |
|                            | Iain Henderson      | 33 años | Octavo        | 0     | Ulster Rugby       |
|                            | Sam Simmonds        | 30 años | Ala           | 0     | Exeter Chiefs      |
| 6                          | Justin Tipuric      | 36 años | Ala           | 1     | Ospreys            |
| 7                          | Hamish Watson       | 33 años | Ala           | 0     | Edinburgh Rugby    |
| Medios scrums              |                     |         |               |       |                    |
|                            | Gareth Davies       | 34 años | Medio scrum   | 0     | Scarlets           |
| 9                          | Conor Murray        | 36 años | Medio scrum   | 5     | Munster Rugby      |
|                            | Ali Price           | 32 años | Medio scrum   | 0     | Glasgow Warriors   |
| Aperturas y Centros        |                     |         |               |       |                    |
|                            | Bundee Aki          | 35 años | Centro        | 0     | Connacht Rugby     |
| 10                         | Dan Biggar          | 35 años | Apertura      | 0     | Northampton Saints |
|                            | Elliot Daly         | 32 años | Centro        | 3     | Saracens           |
| 12                         | Owen Farrell        | 33 años | Centro        | 4     | Saracens           |
|                            | Chris Harris        | 34 años | Centro        | 0     | Gloucester Rugby   |
| 13                         | Robbie Henshaw      | 32 años | Centro        | 0     | Leinster Rugby     |
|                            | Finn Russell        | 32 años | Apertura      | 0     | Racing 92          |
| Fullbacks y Wings          |                     |         |               |       |                    |
| 11                         | Josh Adams          | 30 años | Wing          | 0     | Worcester Warriors |
| 15                         | Stuart Hogg         | 33 años | Fullback      | 0     | Exeter Chiefs      |
|                            | Louis Rees-Zammit   | 24 años | Wing          | 0     | Gloucester Rugby   |
|                            | Duhan van der Merwe | 30 años | Wing          | 0     | Edinburgh Rugby    |
| 14                         | Anthony Watson      | 31 años | Wing          | 3     | Bath Rugby         |
|                            | Liam Williams       | 34 años | Fullback      | 3     | Saracens           |
| Entrenador: Warren Gatland |                     |         |               |       |                    |

## Historia
La última vez que sudafricanos y británico-irlandeses combatieron fue en la Gira de 2009, en aquella ocasión los Springboks ganaron agónicamente. Mientras que la última victoria de los Lions ocurrió en la Gira de 1997; hace casi un cuarto de siglo y por ello una victoria europea sería histórica.
Los sudafricanos reciben a su visita como los actuales campeones de la Copa del Mundo, curiosamente esta condición también sucedió en 1997 y 2009. Los británico-irlandeses vienen triunfantes, tras vencer a los Wallabies en la gira de 2013 y empatar en 2017 contra los All Blacks.
Si no hay cambios en el calendario, respetado desde su programación en 1989, la siguiente visita de los europeos será en 2033.

### Despedida ante Japón
El comité de gira anunció que se repetiría un partido despedida en el Reino Unido, como se hizo para la Gira a Nueva Zelanda 2005 cuando enfrentaron a Argentina, previo al viaje y vuelve a una antigua tradición: desafiar a otras naciones. El competidor será Japón, siendo el primer duelo en la historia.
| 26 de junio | Leones                             | 28 – 10 | Japón                          | Estadio Murrayfield, Edimburgo           |                                          |
|             | Tries Conversiones (2) Penales (2) |         | Tries Conversiones (2) Penales | Asistencia: ? espectadores Árbitro(s): ? | Asistencia: ? espectadores Árbitro(s): ? |

## Partidos de entrenamiento
A partir de este tour, los partidos de entrenamiento se reducen a cinco. Hasta la gira anterior eran siete.
El calendario de partidos se anunció el 4 de diciembre de 2019, y se confirmó el 14 de mayo de 2021; el nuevo calendario prevé partidos jugados en sólo tres ciudades de Sudáfrica para reducir los requisitos de viaje de los equipos. Antes de partir hacia Sudáfrica, los Lions jugarán un partido de preparación contra Japón en el Murrayfield Stadium de Edimburgo.
| Fecha       | Rival       | Resultado |       | Lugar                      | Espectadores | Ciudad          |
| ----------- | ----------- | --------- | ----- | -------------------------- | ------------ | --------------- |
| 3 de julio  | Lions       | 14 – 56   | Lions | Estadio Ellis Park         | 0            | Johannesburgo   |
| 7 de julio  | Sharks      | 7 – 54    | Lions | Estadio Ellis Park         | 0            | Johannesburgo   |
| 10 de julio | Sharks      | 31 – 71   | Lions | Estadio Loftus Versfeld    | 0            | Pretoria        |
| 14 de julio | Sudáfrica A | 17 – 13   | Lions | Estadio de Ciudad del Cabo | 0            | Ciudad del Cabo |
| 17 de julio | Stormers    | 3 – 49    | Lions | Estadio de Ciudad del Cabo | 0            | Ciudad del Cabo |

## Springboks
Convocatoria oficial de 46 jugadores nombrada el 5 de junio de 2021 .
|                   | Jugador                      | Edad    | Posición      | Tests | Equipo                |
| ----------------- | ---------------------------- | ------- | ------------- | ----- | --------------------- |
| Hookers y Pilares |                              |         |               |       |                       |
|                   | Thomas du Toit               | 30 años | Pilar         | 12    | Sharks                |
| 1                 | Steven Kitshoff              | 33 años | Pilar         | 47    | Stormers              |
|                   | Vincent Koch                 | 35 años | Pilar         | 21    | Saracens              |
| 3                 | Frans Malherbe               | 34 años | Pilar         | 38    | Stormers              |
|                   | Malcolm Marx                 | 31 años | Hooker        | 33    | Kubota Spears         |
| 2                 | Bongi Mbonambi               | 34 años | Hooker        | 36    | Stormers              |
|                   | Trevor Nyakane               | 36 años | Pilar         | 42    | Bulls                 |
|                   | Joseph Dweba                 | 29 años | Hooker        | Debut | Union Bordeaux Bègles |
|                   | Ox Nché                      | 30 años | Pilar         | 1     | Sharks                |
|                   | Scarra Ntubeni               | 34 años | Hooker        | 1     | Stormers              |
|                   | Coenie Oosthuizen            | 36 años | Pilar         | 30    | Sale Sharks           |
| Segundas líneas   |                              |         |               |       |                       |
| 5                 | Lood de Jager                | 32 años | Segunda línea | 45    | Sale Sharks           |
| 4                 | Eben Etzebeth                | 33 años | Segunda línea | 85    | Toulon                |
|                   | Franco Mostert               | 34 años | Segunda línea | 39    | Honda Heat            |
|                   | RG Snyman                    | 30 años | Segunda línea | 21    | Munster               |
|                   | Nico Janse van Rensburg      | 31 años | Segunda Línea | Debut | Montpellier           |
|                   | Marvin Orie                  | 32 años | Segunda Línea | 3     | Stormers              |
| Alas y Octavos    |                              |         |               |       |                       |
| 7                 | Pieter-Steph du Toit         | 32 años | Ala           | 55    | Stormers              |
| 6                 | Siya Kolisi                  | 34 años | Ala           | 50    | Stormers              |
|                   | Kwagga Smith                 | 32 años | Ala           | 6     | Yamaha Júbilo         |
| 8                 | Duane Vermeulen              | 39 años | Octavo        | 54    | Bulls                 |
|                   | Jean-Luc du Preez            | 30 años | Ala           | 13    | Sale Sharks           |
|                   | Dan du Preez                 | 30 años | Octavo        | 4     | Sale Sharks           |
|                   | Marco van Staden             | 29 años | Ala           | 3     | Bulls                 |
|                   | Jasper Wiese                 | 29 años | Octavo        | Debut | Leicester Tigers      |
|                   | Rynhardt Elstadt             | 35 años | Ala           | 2     | Stade Toulousain      |
|                   | Medios scrum                 |         |               |       |                       |
| 9                 | Faf de Klerk                 | 33 años | Medio scrum   | 30    | Sale Sharks           |
|                   | Herschel Jantjies            | 29 años | Medio scrum   | 10    | Stormers              |
|                   | Cobus Reinach                | 35 años | Medio scrum   | 14    | Montpellier           |
|                   | Sanele Nohamba               | 26 años | Medio scrum   | Debut | Sharks                |
|                   | Aperturas y Centros          |         |               |       |                       |
| 13                | Lukhanyo Am                  | 31 años | Centro        | 15    | Sharks                |
| 12                | Damian de Allende            | 33 años | Centro        | 47    | Munster               |
|                   | Elton Jantjies               | 35 años | Apertura      | 37    | Pau                   |
|                   | Jesse Kriel                  | 31 años | Centro        | 46    | Canon Eagles          |
| 10                | Handré Pollard               | 31 años | Apertura      | 48    | Montpellier           |
|                   | François Steyn               | 38 años | Centro        | 67    | Cheetahs              |
|                   | Morné Steyn                  | 41 años | Apertura      | 66    | Bulls                 |
|                   | Wandisile Simelane           | 27 años | Centro        | Debut | Lions                 |
|                   | Fullbacks y Wings            |         |               |       |                       |
|                   | Damian Willemse              | 27 años | Fullback      | 6     | Stormers              |
|                   |                              |         |               |       |                       |
| 14                | Cheslin Kolbe                | 31 años | Wing          | 15    | Stade Toulousain      |
| 15                | Willie le Roux               | 35 años | Fullback      | 61    | Toyota Verblitz       |
| 11                | Makazole Mapimpi             | 35 años | Wing          | 14    | Sharks                |
|                   | S'busiso Nkosi               | 29 años | Wing          | 11    | Sharks                |
|                   | Rosko Specman                | 36 años | Wing          | Debut | Bulls                 |
|                   | Yaw Penxe                    | 28 años | Wing          | Debut | Sharks                |
|                   | Aphelele Fassi               | 27 años | Fullback      | Debut | Sharks                |
|                   | Entrenador: Jacques Nienaber |         |               |       |                       |

## Tests de prueba
La pandemia de COVID-19 interrumpió significativamente la gira, lo que provocó numerosos cambios de horario y los partidos en Sudáfrica se llevaron a cabo sin la presencia de fanáticos.

### Primero
| 24 de julio | Sudáfrica                          | 17 – 22 | Leones                         | Estadio de Ciudad del Cabo, Ciudad del Cabo |                                          |
|             | Tries Conversiones (2) Penales (2) |         | Tries Conversiones (2) Penales | Asistencia: ? espectadores Árbitro(s): ?    | Asistencia: ? espectadores Árbitro(s): ? |

### Segundo
| 31 de julio | Sudáfrica                          | 27 – 9 | Leones                         | Estadio de Ciudad del Cabo, Johannesburgo |                                          |
|             | Tries Conversiones (2) Penales (2) |        | Tries Conversiones (2) Penales | Asistencia: ? espectadores Árbitro(s): ?  | Asistencia: ? espectadores Árbitro(s): ? |

### Final
| 7 de agosto | Sudáfrica                          | 19 – 16 | Leones                         | Estadio de Ciudad del Cabo, Johannesburgo |                                          |
|             | Tries Conversiones (2) Penales (2) |         | Tries Conversiones (2) Penales | Asistencia: ? espectadores Árbitro(s): ?  | Asistencia: ? espectadores Árbitro(s): ? |